# Отроков
Отроков (укр. Отроків) — село в Новоушицком районе Хмельницкой области Украины.
Население по переписи 2001 года составляло 557 человек. Почтовый индекс — 32620. Телефонный код — 3847. Занимает площадь 1,647 км². Код КОАТУУ — 6823387001.

## Персоналии

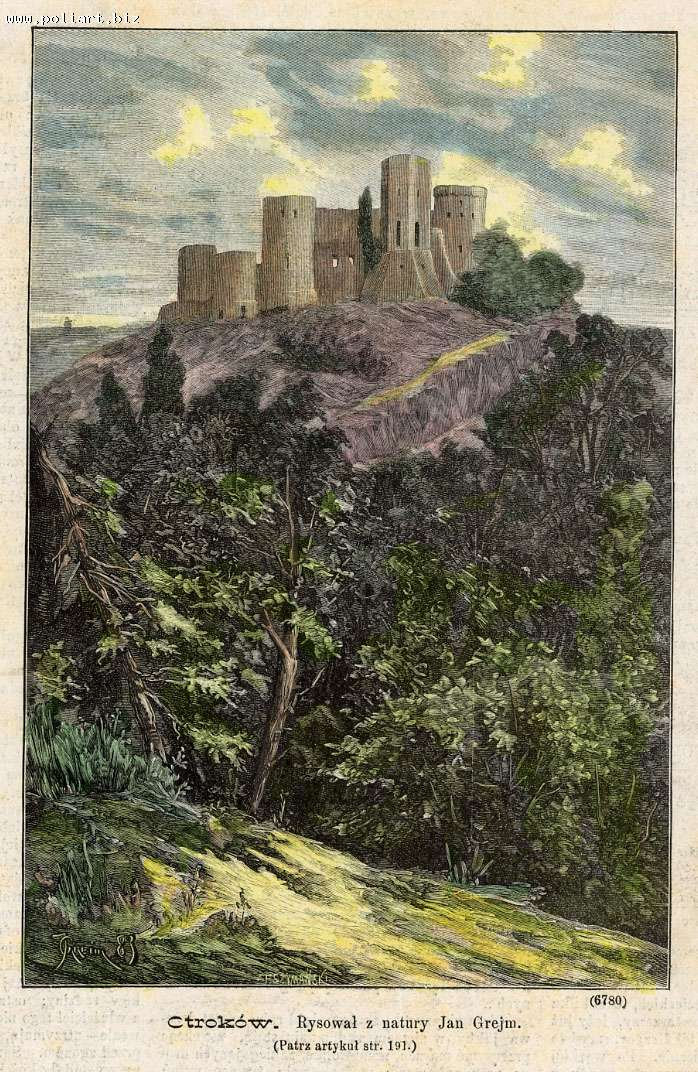
ОТроковский замок, 1879 год

- Игнаций Сцибор-Мархоцкий

## Местный совет
32620, Хмельницкая обл., Новоушицкий р-н, с. Отроков

## Достопримечательности
- триумфальная арка XVIII-XIX ст.
- въездные ворота на форум XVIII-XIX ст.
- замковая башня и остатки замковых стен
- руины помещичьего имения XX ст.
- церковь Параскевы Сербской 1807 года с остатками фресок
- мельница XIX в.